# Волошин Іван Макарович
Іван Макарович Волошин (нар. 27 травня 1923, село Підмогильне Єлисаветградського повіту, тепер у складі села Лозуватка Кропивницького району Кіровоградської області — пом. 7 жовтня 1990, Москва) — радянський військовий діяч, генерал армії, командувач військами Одеського військового округу. Депутат Верховної Ради СРСР 9-10-го скликань. Член ЦК КПУ у 1976 — 1986 р.

## Біографія
З 1941 року служив у Радянській армії. Учасник Другої світової війни.
У 1942 році закінчив піхотне училище. З травня 1942 року — на фронті, воював на посадах заступника командира, потім командира стрілецької роти. З вересня 1943 року — помічник начальника 1-го відділення штабу стрілецької дивізії, потім командир батальйону, заступник командира стрілецького полку. З 1944 р. — командир стрілецького полку. Воював на 1, 2, 3 і 4-му Українських фронтах.
Член ВКП(б) з 1944 року.
У 1946 році закінчив Вищі стрілецько-тактичні курси удосконалення командного складу піхоти «Постріл».
У 1946 — 1952 р. — командир стрілецького полку, командир окремого навчального батальйону, на посадах у штабі військового округу.
У 1955 році закінчив Військову академію імені Фрунзе.
З листопада 1955 року — заступник начальника, а з вересня 1960 р. — начальник Московського вищого загальновійськового командного училища імені Верховної Ради РРФСР.
У травні 1962 — 1965 р. — командир Таманської мотострілецької дивізії Московського військового округу.
У 1967 році закінчив Військову академію Генерального штабу. Пізніше, в 1973 і в 1979 роках закінчив Вищі академічні курси при цій же академії.
З липня 1967 року — заступник командувача з бойової підготовки, з грудня 1967 — начальник штабу — 1-й заступник командувача армії, а з травня 1970 року — командувач 6-ї загальновійськової армії Ленінградського військового округу.
У квітні 1974 — квітні 1982 р. — командувач військ Червонопрапорного Одеського військового округу.
З травня 1982 року проходив службу в апараті головнокомандувача Об'єднаних Збройних сил держав —учасниць Варшавського договору.
З серпня 1985 — 1-й заступник головнокомандувача військами Далекого Сходу.
У 1986 — 1989 р. — головнокомандувач військами Далекого Сходу.
З 1989 року — військовий інспектор-радник Групи генеральних інспекторів Міністерства оборони СРСР.
Похований на Новодівичому кладовищі в Москві.

## Звання
- генерал-лейтенант
- генерал-полковник (.04.1975)
- генерал армії (7.05.1986)

## Нагороди
- орден Леніна
- орден Кутузова 2-го ст.
- орден Олександра Невського
- орден Червоного Прапора
- два ордени Вітчизняної війни 1-го ст.
- орден Вітчизняної війни 2-го ст.
- три ордени Червоної Зірки
- орден «За службу Батьківщині у Збройних Силах СРСР» 3-го ст.
- ордени
- медалі